# Fernand Bouisson
Fernand Emile Honoré Bouisson, född 16 juni 1874 och död 28 december 1959, var en fransk politiker.
Bouisson var indstriidkare och borgmästare i Marseille. Från 1909 var han socialistisk deputerad, och under första världskriget regeringens överkommissarie för handelsflottan. Bouisson blev 1924 vicepresident och 1927 president i duputerandekammaren.